# Imatra fors

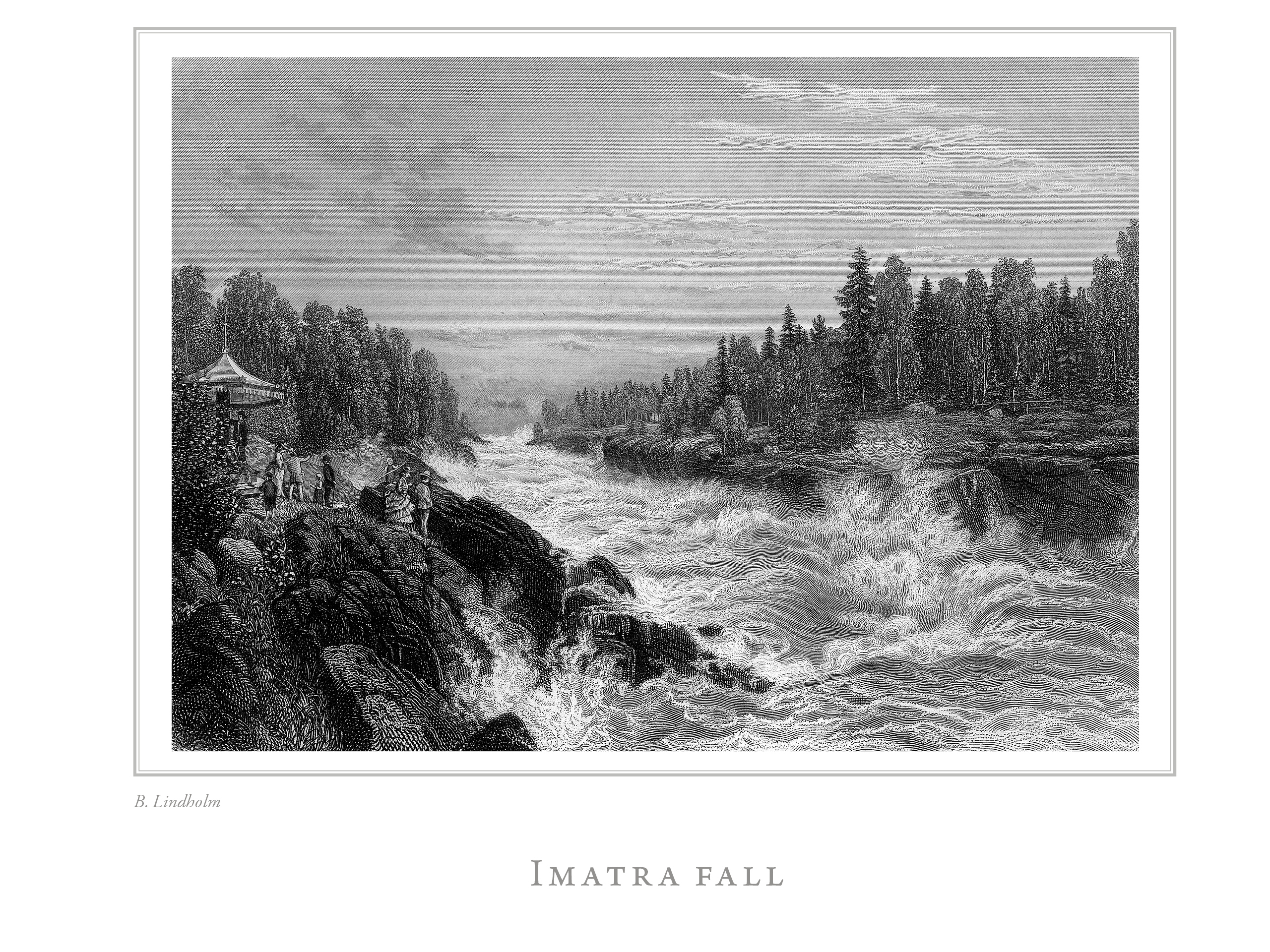
Imatra fall illustrerat i mitten av 1800-talet i En resa i Finland.

Imatras fors (på finska Imatrankoski) är en fors vid ån Vuoksen i Imatra i södra Finland. Forsen har varit en berömd turistattraktion sedan slutet av 1700-talet. Forsen är också ett av Finlands nationallandskap. Sedan 1929 har forsen blockerats av en damm när ett vattenkraftverk togs i bruk. Dammen öppnas några gånger i veckan under sommarmånader.

## Galleri

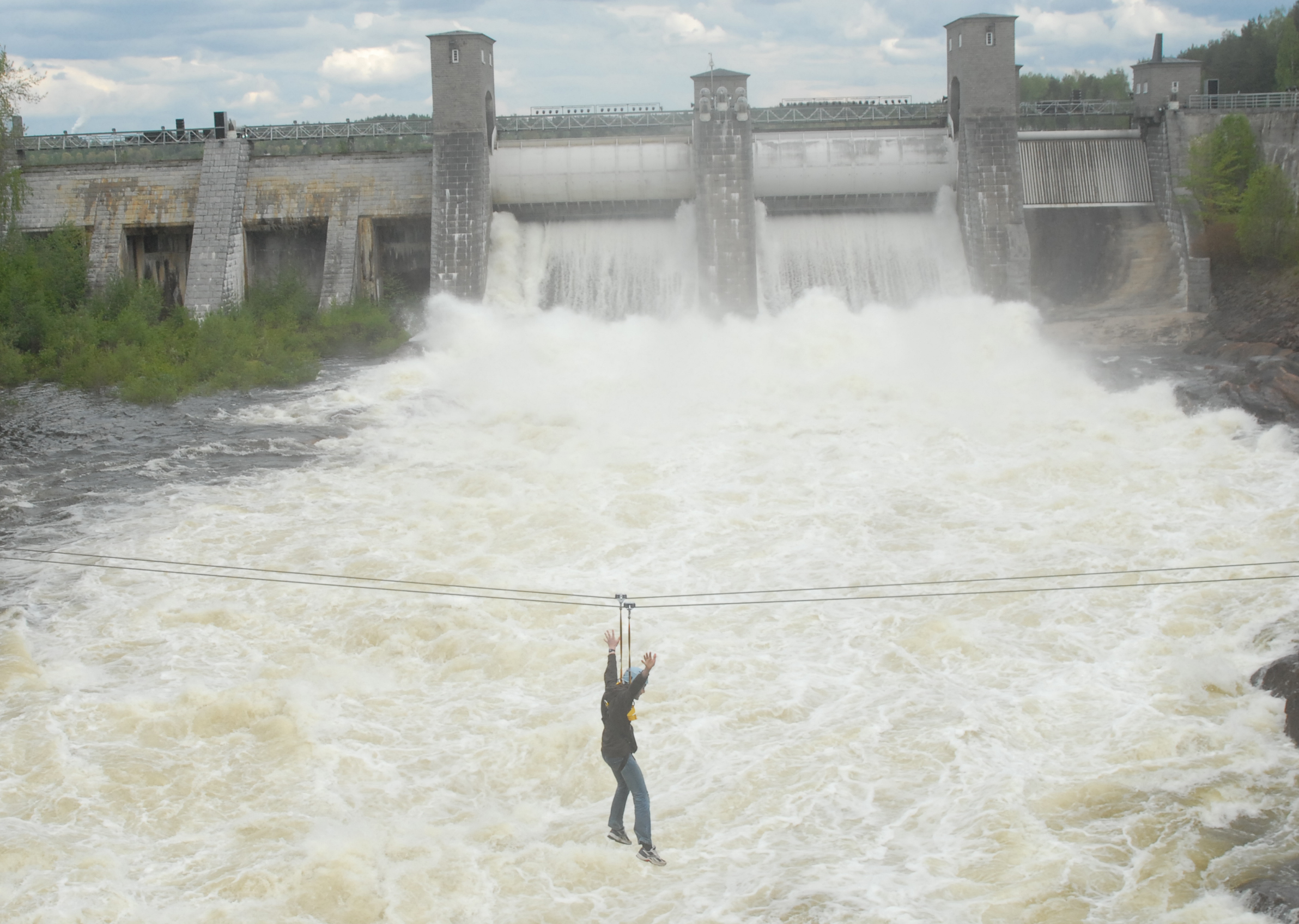
Vattnet forsar då vattenkraftverkets damm öppnas.
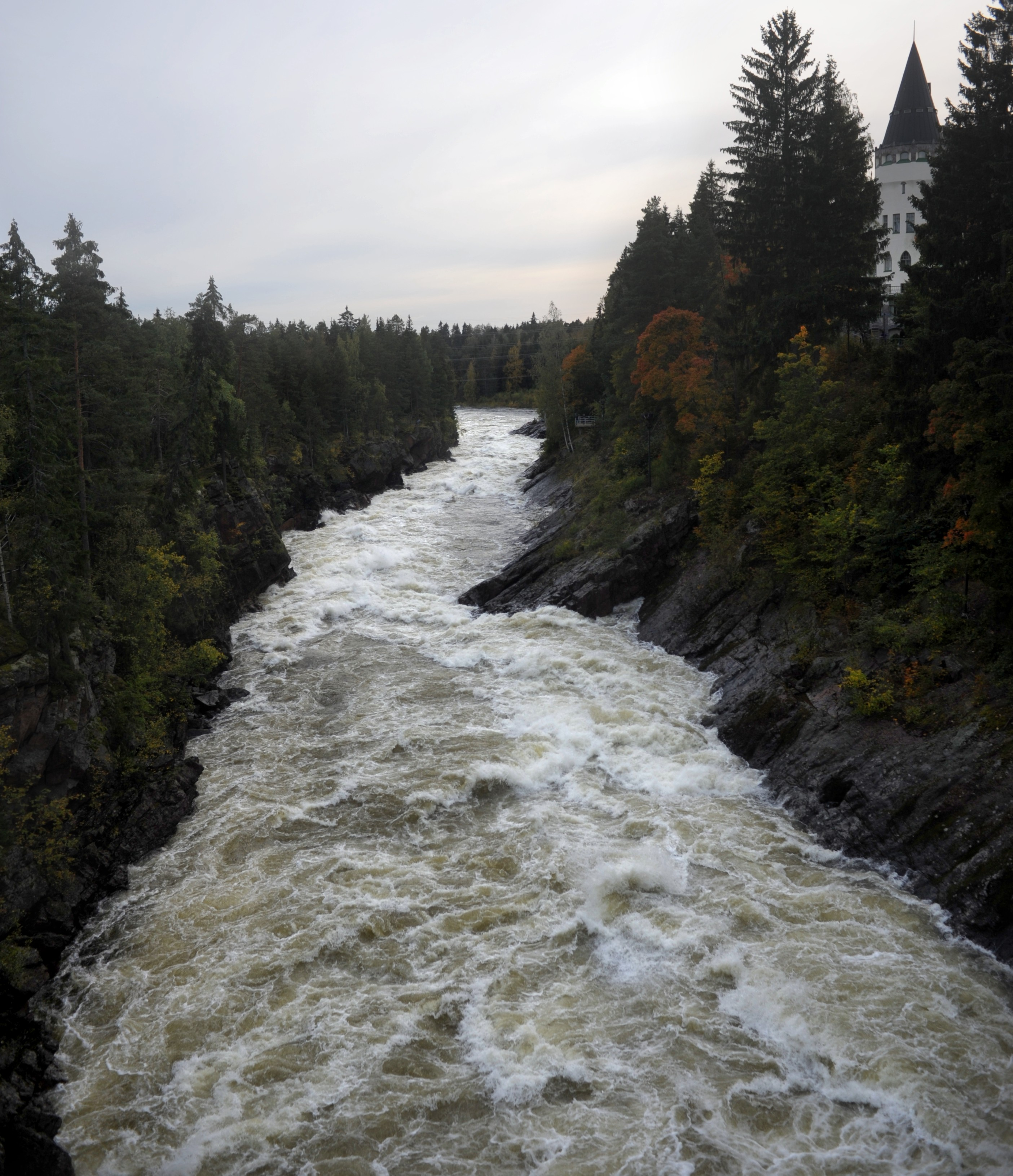
Forsen från vattenkraftverket år 2012. Statshotellets torn syns till höger.
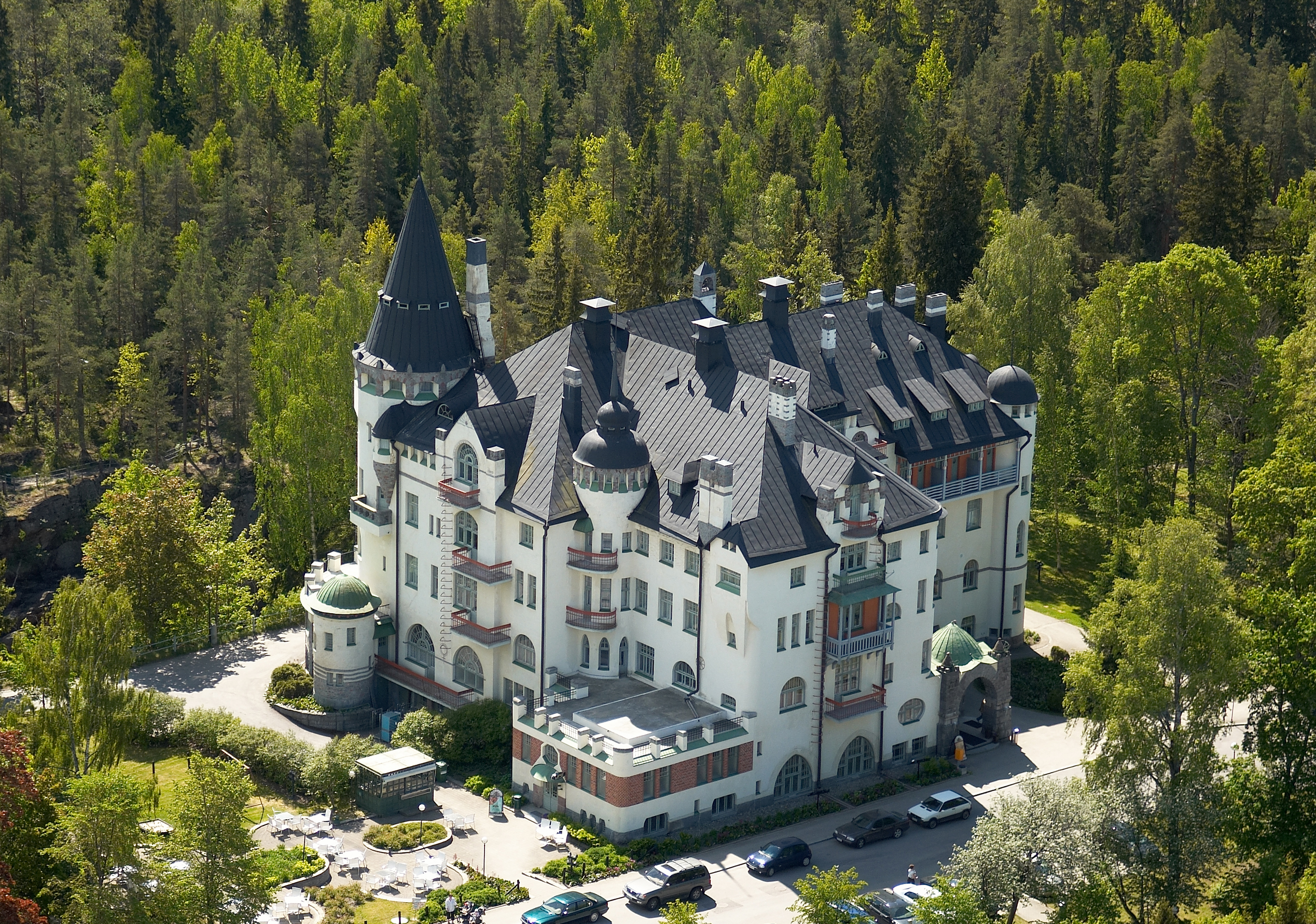
Imatra Statshotell bredvid forsen.